# عثمان عبد العزيز
الملا عثمان عبد العزيز عالم إسلامي وسياسي كردي في كردستان العراق. أنشأ الحركة الإسلامية الكردستانية. اشتهر بإعلانه الجهاد ضد حكومة صدام حسين.

## حياته
ولد عثمان عبد العزيز عام 1922 في قرية بريسي ساروو القريبة من حلبجة لعائلة كردية سنية متدينة. كان والده عبد العزيز إمام مسجد قرية بريسي ساروو. درس عثمان القرآن الكريم واللغة الفارسية والعربية والعديد من العلوم الأخرى. ثم انتقل من قريته إلى قرية طريفة ودرس جميع العلوم الأساسية على يد الملا صالح عبد الكريم وهو عالم إسلامي كردي معروف وهو ابن عمه. أتم عثمان كافة دراساته الدينية واللغوية عندما كان عمره 18 عامًا. وفي عام 1935، خلف والده في منصب إمام المسجد المحلي. قام عثمان بالتدريس وخدم المساجد الكردية لمدة تزيد عن 50 عامًا. توفي في 12 مايو 1999 في دمشق، سوريا، ونقل جثمانه إلى حلبجة ودفن مع زوجته عطية وابنه الزبير.
أسس الحركة الإسلامية في كردستان العراق هي حركة إسلامية سياسية كردية تأسست في عام 1987 على يد مجموعة من علماء الأكراد ابان حكم النظام العراقي برئاسة صدام حسين، وكان هدفهم مقاومة حزب البعث ونشر الفكر الإسلامي وتقوية الهوية الإسلامية للأكراد وأنتشرت الحركة وتوسعت بعد عام 1991 أي بعد الانتفاضة الكردية التي استطاع الأكراد فيها السيطرة على ثلاث محافظات في شمال العراق، كشف تسريب برقية سعودية من ويكيليكس أن السعودية تبرعت بأكثر من نصف مليون دولار للحزب. وكان الشيخ عثمان عبد العزيز مرشد الحركة الإسلامية حتى وفاته.
لقد كانت الحركة الإسلامية بمثابة الحركة الأم لمعظم الحركات الإسلامية الأخرى فقد أسست منها جماعتين انشقوا منها مثل جماعة أنصار الإسلام الذي أسسها الملا كريكار والجماعة الإسلامية التي يترأسها علي بابير.